# Ladaux
Ladaux (okzitanisch Ladaus) ist eine französische Gemeinde mit 187 Einwohnern (Stand: 1. Januar 2022) im Département Gironde in der Region Nouvelle-Aquitaine (vor 2016 Aquitaine). Sie gehört zum Arrondissement Langon und zum Kanton L’Entre-deux-Mers. Die Einwohner werden Ladauciens genannt.

## Geographie
Die Gemeinde Ladaux liegt im Weinbaugebiet Entre deux mers, etwa 38 Kilometer südöstlich von Bordeaux und 24 Kilometer nördlich von Langon. An der westlichen Gemeindegrenze verläuft das Flüsschen Euille. Umgeben wird Ladaux von den Nachbargemeinden Targon im Norden, Montignac im Nordosten und Osten, Porte-de-Benauge im Osten und Süden, Escoussans im Südwesten sowie Soulignac im Westen.

## Bevölkerungsentwicklung
| Jahr                       | 1962 | 1968 | 1975 | 1982 | 1990 | 1999 | 2009 | 2020 |
| Einwohner                  | 216  | 234  | 200  | 180  | 165  | 186  | 204  | 192  |
| Quellen: Cassini und INSEE |      |      |      |      |      |      |      |      |

## Sehenswürdigkeiten
- Kirche Saint-Martin aus dem 13. Jahrhundert, Monument historique seit 1995
- Brunnen Saint-Clair

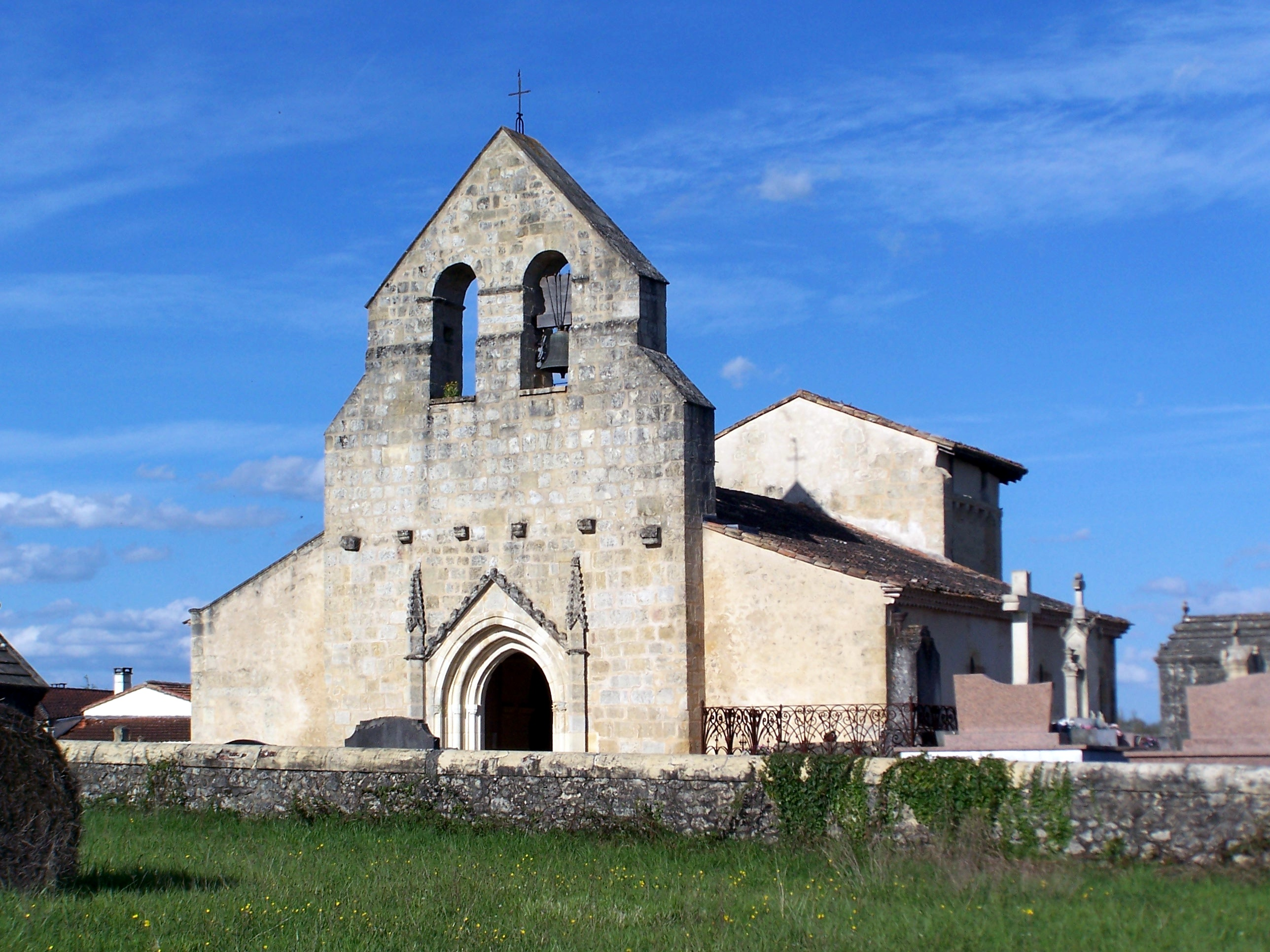
Kirche Saint-Martin
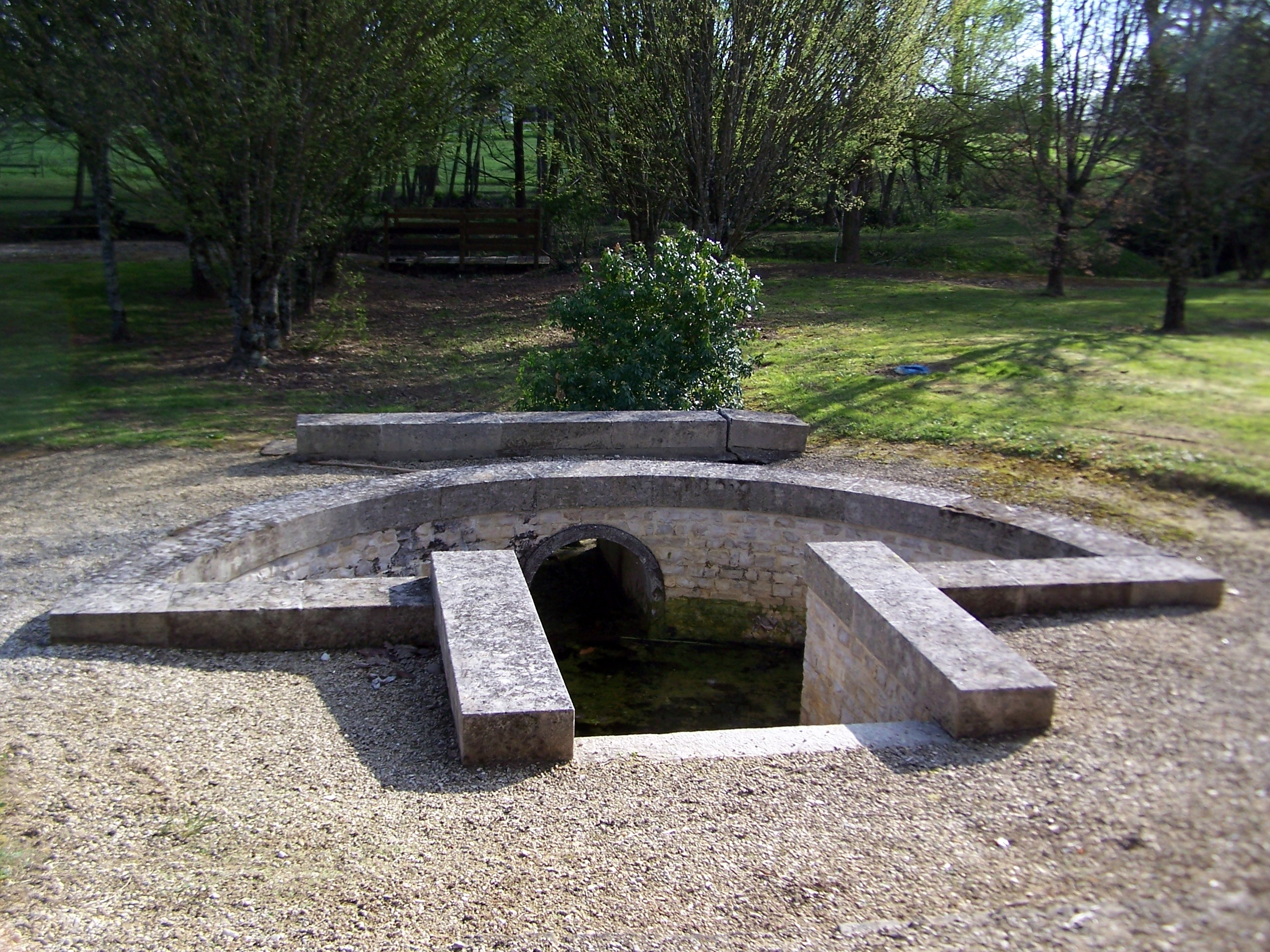
Brunnen Saint-Clair
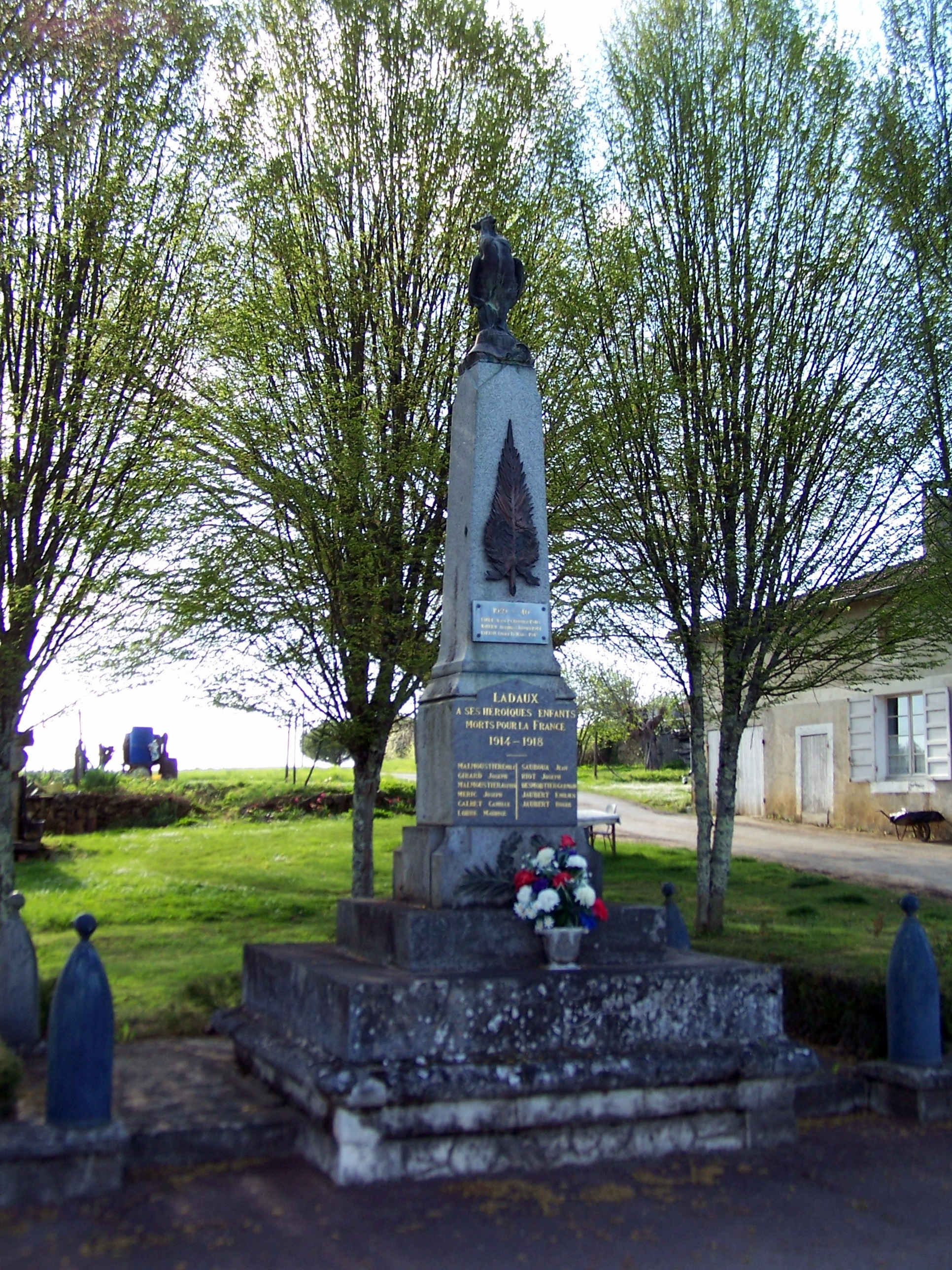
Gefallenendenkmal